# Saint-Gonnery

Saint-Gonnery este o comună în departamentul Morbihan, Franța. În 1 ianuarie 2022 avea o populație de 1.087 de locuitori.